# Đồng Hới
Đồng Hới este un oraș din Vietnam situat în provincia Quảng Bình din regiunea Bắc Trung Bộ. Are o populație de 103.988 de locuitori.
Aeroportul Dong Hoi este situat la 6 km nord de orașul Dong Hoi.

## Administrație
Dong Hoi este subîmpărțit în 16 subdiviziuni, 10 secții urbane (phường) și 6 comune rurale (xã).
| Nr. | Nume          | În vietnameză        | Pop.   | Suprafață (km2) |
| --- | ------------- | -------------------- | ------ | --------------- |
| 1.  | Bac Ly        | Phường Bắc Lý        | 13.536 | 10,19           |
| 2.  | Bac Nghia     | Phường Bắc Nghĩa     | 6981   | 7,76            |
| 3.  | Dong My       | Phường Đồng Mỹ       | 2653   | 0,58            |
| 4.  | Dong Phu      | Phường Đồng Phú      | 8016   | 3,81            |
| 5.  | Dong Son      | Phường Đồng Sơn      | 8815   | 19,65           |
| 6.  | Duc Ninh Dong | Phường Đức Ninh Đông | 4726   | 3,13            |
| 7.  | Hai Dinh      | Phường Hải Đình      | 3808   | 8,822           |
| 8.  | Hai Thanh     | Phường Hải Thành     | 4774   | 2,45            |
| 9.  | Nam Ly        | Phường Nam Lý        | 11.579 | 3,9             |
| 10. | Phu Hai       | Phường Phú Hải       | 3440   | 3,06            |
| 11. | Bao Ninh      | Xã Bảo Ninh          | 8538   | 16,3            |
| 12. | Duc Ninh      | Xã Đức Ninh          | 7526   | 5,21            |
| 13. | Loc Ninh      | Xã Lộc Ninh          | 8407   | 13,4            |
| 14. | Nghia Ninh    | Xã Nghĩa Ninh        | 4508   | 16.22           |
| 15. | Quang Phu     | Xã Quang Phú         | 3106   | 3,23            |
| 16. | Thuan Duc     | Xã Thuận Đức         | 3738   | 45,28           |